# Жовтопузик
Жовтопуз безногий або Жовтопузик (Pseudopus apodus) — представник роду панцирних веретінниць родини Веретінницеві. Поширений на півдні Європи, у Малій і Центральній Азії. Занесений до Червоної книги України. Має 2(3) підвиди.

## Опис
Велика безнога ящірка зі змієподібним тілом, що досягає 45-50 см у довжину, і приблизно у півтора рази довшим хвостом. Тіло і хвіст вкриті ромбічною лускою, здебільшого ребристою на спині і гладенькою з боків тулуба і на череві. Хвостова луска зверху і знизу з реберцями.
Забарвлення дорослих оливково-буре, брудно-жовте або червонувато-коричневе, іноді з безладно розкиданими неправильними темними плямами. Молоді жовтопузи різко відрізняються за забарвленням від дорослих. Тіло їх жовтувато-сірого кольору з 16-22 поперечними рядками коричнево-бурих хвилястих смужок, які на хвості розташовані у вигляді витягнутих уздовж цяток. Такі ж смуги розташовуються на верхній, нижній і бокових частинах голови, де вони утворюють своєрідний малюнок. Під час зростання жовтопузика такий малюнок на тілі поступово зникає, найдовше зберігаючись в його передній частині. Сліди поперечних смужок зберігаються іноді у особин довжиною до 20 см, тобто віком до 3 років.

## Поширення
Широко поширений на півдні Європи від Балканського півострова, Малої і Передньої Азії на заході до Іраку та Ірану на сході. 
В Україні зустрічається в південному Криму. З біогеографічної точки зору вважається середземноморським реліктом, який в регіоні перебуває на північній межі ареалу.
Також мешкає в Росії (на чорноморському узбережжі Краснодарського краю, у передгірному Дагестані, східній Чечні, південній Калмикії), Азербайджані, Грузії і Вірменії, у Туркменістані, Узбекистані, Киргизії, Таджикистані, західному і південному Казахстані.

## Спосіб життя
Полюбляє передгірні рівнини і долини річок, розріджені листяні ліси, лісові галявини, чагарники, балки, різного роду зарості і безлісні передгірні височини. Зустрічається також у нагірних напівпустелях і степах, часто у безпосередній близькості від води, добре плаває. Місцями зустрічається на окультурених землях — садах, виноградниках і посівах. У горах відомий до висоти 2300 м над рівнем моря. Здатний підніматися на гілки чагарників і стебла очерету. Ховається у норах, під камінням і між чагарниками. 
Харчується комахами, прямокрилими, гусінню, молюсками, павуками, гризунами, землерийками, ящірками, невеликими зміями (ейреносами і удавчиками) і потомством птахів, що гніздяться на землі.
Після зимівлі з'являється у березні — середині квітня. З настанням літньої спеки на поверхні зустрічається рідко, впадаючи у літню сплячку, що місцями переходить у зимову.
Жовтопузик — яйцекладна ящірка. Статева зрілість настає у віці близько 4-х років при довжині тіла 31-32 см. Відкладання 6-10 яєць середнім розміром 20 х 38 мм відбувається у середині червня — на початку липня. Молоді жовтопузики довжиною 100—125 мм (без хвоста) з'являються з кінця липня до вересня.

## Охорона
Жовтопузик як раритетний вид занесений до Червоної книги України (охоронна категорія: зникаючий вид). Причини зміни чисельності: руйнування біотопів (особливо при суцільній забудові), знищення людиною, масова загибель на автошляхах. Особливо вразливий внаслідок пізнього настання статевої зрілості і низького виживання молоді. Охороняється в природних заповідниках «Мис Мартьян», Кримському, Ялтинському гірсько-лісовому і Казантипському. З метою відновлення чисельності виду пропонується посилення охорони і реінтродукція місцевих популяцій, переселення на особливі природоохоронні території і роз'яснювальна робота з населенням.
Вид також охороняється в країнах Європи і занесений до Бернської конвенції (Додаток ІІ — види фауни, що перебувають під особливою охороною).

## Систематика
Підвиди:
- Pseudopus apodus durvillii
- Pseudopus apodus apodus